# Eutocus
Eutocus là một chi bướm ngày thuộc họ Bướm nâu.